# Alice Valente Alves
Alice Valente Alves (1957) é uma artista plástica portuguesa e investigadora na Faculdade de Letras da Universidade de Lisboa.
Possui trabalhos na área da fotografia, dança, ambiente, pintura e poesia.
Colaboradora da Fundação Calouste Gulbenkian como fotógrafa do Ballet Gulbenkian e tendo participado em Bienais e exposições individuais.